# Gråskalig bärnstenssnäcka
Gråskalig bärnstenssnäcka (Succinella oblonga) är en snäckart som först beskrevs av Draparnaud 1801.  Gråskalig bärnstenssnäcka ingår i släktet Succinea, och familjen bärnstenssnäckor. Arten är reproducerande i Sverige.

## Bildgalleri

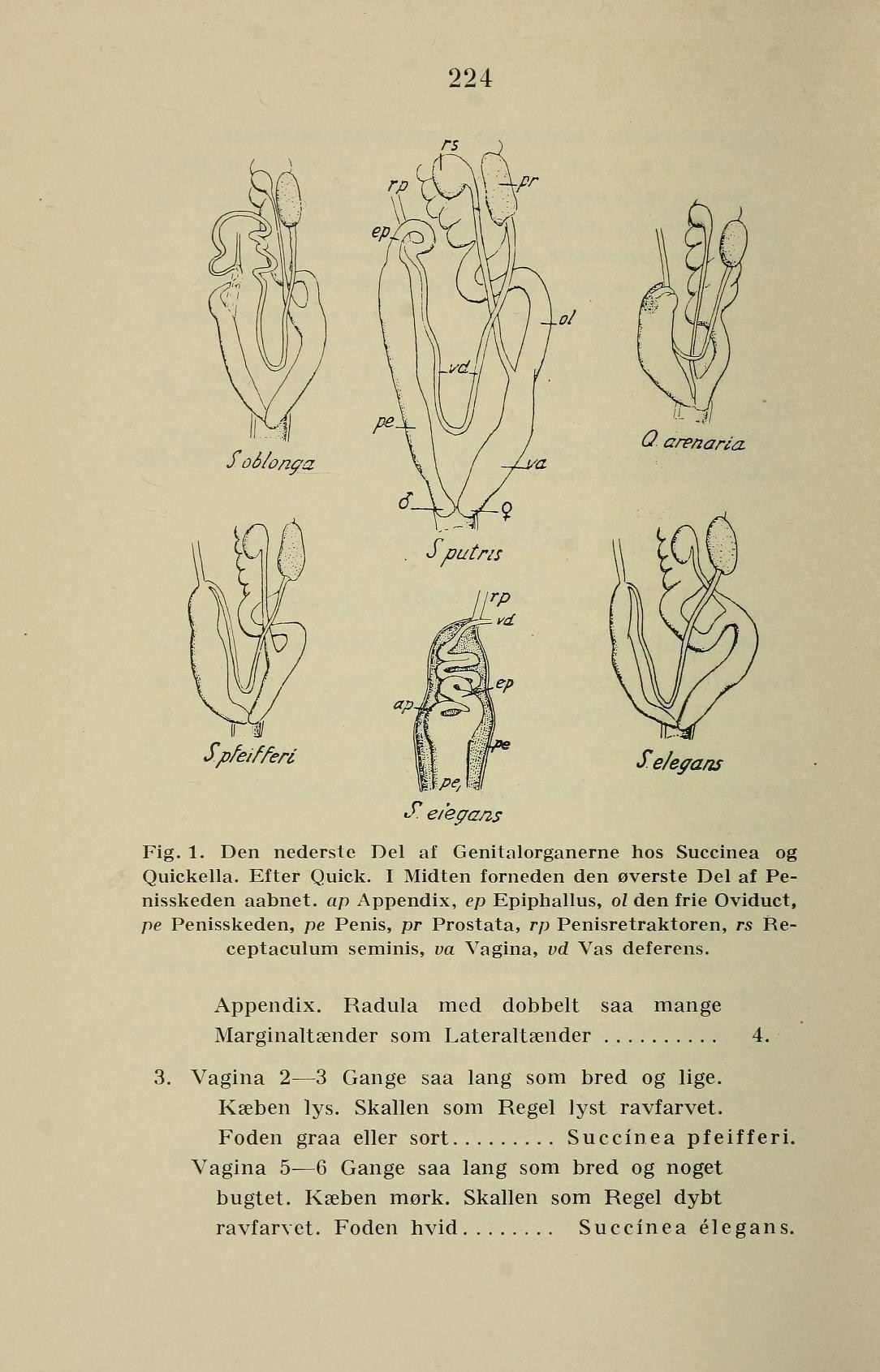